# Natale Gabriele Moriondo
 (décembre 2021).
Si vous disposez d'ouvrages ou d'articles de référence ou si vous connaissez des sites web de qualité traitant du thème abordé ici, merci de compléter l'article en donnant les références utiles à sa vérifiabilité et en les liant à la section « Notes et références ».
Natale Gabriele Moriondo, né le 17 décembre 1870 à Turin (Italie) et mort le 3 janvier 1946 à Racconigi, dans la province de Coni (Piémont), est un archevêque italien de l'Église catholique romaine. Il est archevêque titulaire de Sergiopolis (de) de 1945 jusqu'à sa mort.